# Magneuptychia ayaya
Magneuptychia ayaya är en fjärilsart som beskrevs av Butler 1866. Magneuptychia ayaya ingår i släktet Magneuptychia och familjen praktfjärilar. Inga underarter finns listade i Catalogue of Life.